# Landschaftsschutzgebiet Werretal östlich Bad Meinberg

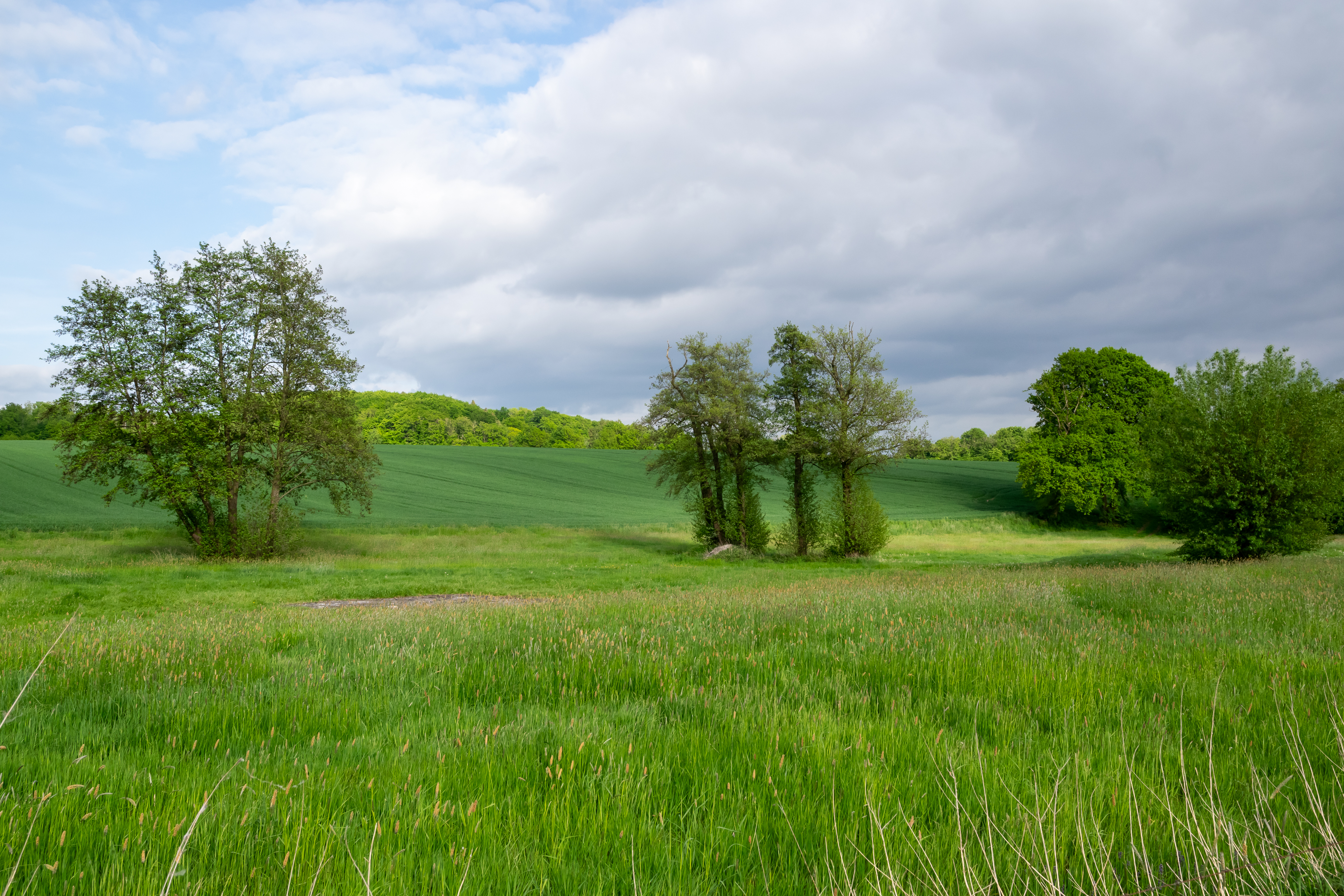
Nördlicher Teil des LSG

Das Landschaftsschutzgebiet Werretal östlich Bad Meinberg mit etwa 16 ha Flächengröße liegt im Stadtgebiet von Horn-Bad Meinberg. Es wurde 2005 mit dem Landschaftsplan  Nr. 10 Horn-Bad Meinberg/Schlangen durch den Kreistag des Kreises Lippe als Landschaftsschutzgebiet (LSG) ausgewiesen.

## Beschreibung
Der Feuchtwiesenkomplex des Naturschutzgebietes Sannenbruch grenzt an das LSG. Das LSG umfasst Bereiche vom Tal der Werre östlich von Bad Meinberg. Teilweise grenzt die Bebauung direkt an das LSG. Der Großteil des LSG wird als Grünland genutzt. Stellenweise sind Brachflächen vorhanden. Im Tal liegen Teiche. Am Bachlauf stehen Ufergehölze und Kopfweiden. Am linken Talrand sind örtlich markante Terrassenkanten mit Gehölzbewuchs zu finden.

## Schutzzwecke für das LSG
Laut Landschaftsplan erfolgte die Ausweisung des LSG
- „zur Erhaltung der Leistungsfähigkeit des Naturhaushaltes,“
- „zur Erhaltung und Wiederherstellung eines Waldbereiches mit unterschiedlichen Feuchtestufen,“
- „zur Erhaltung eines Waldkomplexes in der Zerfallphase, wegen der Eigenart und Schönheit des alten Hudewaldes,“
- „zur Sicherung der das Landschaftsbild prägenden Alt- und Totholzbestände.“[1]

## Rechtliche Vorschriften
Im Landschaftsschutzgebiet ist unter anderem das Errichten bzw. Anlegen von Bauten und Fischteichen verboten. Grün- und Brachland darf nicht in eine andere Nutzungsart umgewandelt oder umgebrochen werden. Es ist im LSG verboten, Hunde frei laufen zu lassen, ausgenommen ist die ordnungsgemäße Jagd und Hof- und Gartenbereiche. Obstbäume auf Obstwiesen und Einzelbäume dürfen nur gefällt werden, wenn dies einvernehmlich mit der Unteren Landschaftsbehörde abgestimmt wurde und entsprechende Ersatzbäume gepflanzt werden.